# Hansi (bande dessinée)
Hansi, la fille qui aima la croix gammée (Hansi, the girl who loved the swastika en VO) est une bande dessinée américaine de Al Hartley parue aux éditions American Spire Christian Comics en 1973.

## Histoire
Hansi est une jeune fille blonde de seize ans habitant dans les Sudètes. Lorsque l'Allemagne nazie annexe son pays en 1938, elle les accueille à bras ouverts car ils apportent des livres (« Avant, je n'avais que la Bible à lire ! »). Son livre favori devient alors Mein Kampf, le célèbre livre de Adolf Hitler, résumant toute son idéologie. En récompense de son enthousiasme, elle est envoyée à Prague pour devenir officier des Jeunesses hitlériennes. Peu à peu, elle devient totalement dévouée à Hitler et au IIIe Reich (« Nous ne sommes rien... Le Reich est tout. »). Elle finit par se retrouver prisonnière dans un camp de travail russe, où toutes les femmes sont violées régulièrement à l'exception d'Hansi, « trop maigrichonne ». Elle finit par s'échapper et se réfugie aux États-Unis, où elle refait sa vie avec la Bible et son fiancé.

## Anachronismes
- Le fait que Hansi soit toujours entièrement soumise à un livre peut étonner : elle est d'abord totalement dévouée à la Bible, puis à Mein Kampf, puis de nouveau à la Bible.
- Cet album est aussi très puritain : Hansi, seule fille restée « pure » dans le camp de travail russe, est la seule qui réussit à s'en échapper, tandis que les autres, violées, sont tuées dans leur fuite.
- Le physique de Hansi reste le même dans tout l'album, bien que l'histoire s'étale sur plusieurs dizaines d'années : lors de la scène finale, Hansi raconte son histoire à des prisonniers dans la force de l'âge en commençant par « Cette histoire se déroule bien avant votre naissance » alors qu'elle a toujours le physique de ses seize ans.

## Anecdotes
- L'histoire de Hansi est inspirée d'une histoire vraie : celle de Maria Anne Hirschmann.
- Cet album fait partie d'une collection consacrée aux chrétiens illustres : les héros des autres albums sont Johnny Cash, Tom Landry et Corrie ten Boom.
- Al Hartley est un spécialiste des bandes dessinées religieuses : en plus d'Hansi, il a ainsi créé une collection parallèle aux aventures d'Archie dont la religion est le thème central, tout comme Un nouveau monde arrive, La Croix et le Poignard ou Le Contre-bandier de Dieu. Il a aussi publié une autobiographie où il raconte sa conversion, Je vous présente mon Ami.[2]

## Pour aller plus loin